# Sorbitolo-6-fosfato 2-deidrogenasi
La sorbitolo-6-fosfato 2-deidrogenasi è un enzima appartenente alla classe delle ossidoreduttasi, che catalizza la seguente reazione:
D-sorbitolo-6-fosfato + NAD+ ⇄ D-fruttosio-6-fosfato + NADH + H+
https://www.rcsb.org/structure/5O3Z